# Psychotria furcans
Psychotria furcans är en måreväxtart som beskrevs av Francis Raymond Fosberg. Psychotria furcans ingår i släktet Psychotria och familjen måreväxter.